# (332632) Pharos
(332632) Pharos ist ein im äußeren Hauptgürtel gelegener Asteroid. Er wurde vom italienischen Amateurastronomen Vincenzo Silvano Casulli am 22. Oktober 2008 am Observatorium im Ortsteil Vallemare (IAU-Code A55) der Gemeinde Borbona in der Provinz Rieti entdeckt.
Der Asteroid wurde am 4. Juli 2021 nach dem Leuchtturm Pharos von Alexandria benannt, dem ersten historisch überlieferten Leuchtturm. Der Krater Pharos auf dem Neptunmond Proteus hingegen war 1994 nach der Insel Pharos benannt worden, auf der sich der Leuchtturm befand.